# NGC 2658
NGC 2658 est un amas ouvert,, situé dans la constellation de la Boussole. Il a été découvert par l'astronome écossais James Dunlop en 1826.

## Caractéristiques
Sa vitesse par rapport au fond diffus cosmologique est de
NGC 2658 est à environ 2 021 pc (∼6 590 al) du système solaire et les dernières estimations donnent un âge de 1,4 milliard d'années. La taille apparente de l'amas est de 10 minutes d'arc, ce qui, compte tenu de la distance, donne une taille réelle maximale d'environ 19 années-lumière. 

Selon la classification des amas ouverts de Robert Trumpler, cet amas renferme entre 50 et 100 étoiles (lettre m) dont la concentration est moyenne (II) et dont les magnitudes se répartissent sur un intervalle moyen (le chiffre 2).